# موسیقی اینداستریال دنس
موسیقی اینداستریال دنس (انگلیسی: Industrial dance music) سبکی از موسیقی در آمریکای شمالی است. این موسیقی نوعی از موسیقی اینداستریال است.